# Naisten Vaahteraliiga 2015
La Naisten Vaahterahliiga 2015 è stata la 18ª edizione del campionato di football americano di primo livello femminile, organizzato dalla SAJL.

## Squadre partecipanti
| Club                       | Città           | Stadio | Sponsor ufficiale | Risultato nella stagione 2014 |
| -------------------------- | --------------- | ------ | ----------------- | ----------------------------- |
| Helsinki Lady Demons       | Helsinki        |        |                   |                               |
| Helsinki Roosters          | Helsinki        |        |                   |                               |
| Jyväskylä Jaguars          | Jyväskylä       |        |                   |                               |
| Oulu Northern Lights       | Oulu            |        |                   |                               |
| Sankt Petersburg Valkyries | San Pietroburgo |        |                   |                               |
| Seinäjoki Crocodiles       | Seinäjoki       |        |                   |                               |
| Tampere Saints             | Tampere         |        |                   |                               |
| Turku Trojans              | Turku           |        |                   |                               |

## Stagione regolare

### Calendario

#### 1ª giornata
| Helsinki 6 giugno 2015, ore 13:00 | Helsinki Lady Demons                                      | 60 – 0 (22-0 18-0 14-0 6-0) referto | Jyväskylä Jaguars | Velodromo di Helsinki (85 spett.)\| Arbitri: \| Mäkäräinen E. Paivarinta K. Lahtinen Tahtinen J. Liimatta \| |
| Arbitri:                          | Mäkäräinen E. Paivarinta K. Lahtinen Tahtinen J. Liimatta |                                     |                   | |

| Helsinki 6 giugno 2015, ore 17:00 | Helsinki Roosters | 38 – 0 | Seinäjoki Crocodiles | Velodromo di Helsinki |

| Tampere 7 giugno 2015, ore 12:00 | Tampere Saints                                       | 2 – 24 (0-0 2-8 0-0 0-16) referto | Sankt Petersburg Valkyries | Pyynikin urheilukenttä (108 spett.)\| Arbitri: \| Lehtinen K. Lahtinen M. Enonkoski J. Bruun T. Jansen \| |
| Arbitri:                         | Lehtinen K. Lahtinen M. Enonkoski J. Bruun T. Jansen |                                   |                            | |

| Oulu 7 giugno 2015, ore 15:00 | Oulu Northern Lights | 6 – 8 (8-0 0-14 6-14 0-22) | Turku Trojans | Heinäpään urheilukeskus |

#### 2ª giornata
| Turku 13 giugno 2015, ore 12:00 | Turku Trojans | 0 – 30 | Helsinki Roosters | Turun Urheilupuiston yläkenttä |

| Helsinki 13 giugno 2015, ore 16:00 | Helsinki Lady Demons                                             | 94 – 12 (24-6 38-0 16-6 16-0) referto | Sankt Petersburg Valkyries | Velodromo di Helsinki (78 spett.)\| Arbitri: \| Mäkäräinen J. Liimatta O. Lehtiniemi P. Lamminsalo V. Lamminsalo \| |
| Arbitri:                           | Mäkäräinen J. Liimatta O. Lehtiniemi P. Lamminsalo V. Lamminsalo |                                       |                            | |

| Seinäjoki 14 giugno 2015, ore 12:00 | Seinäjoki Crocodiles | 74 – 0 referto | Tampere Saints | Jouppilanvuoren tekonurmi |

| Jyväskylä 14 giugno 2015, ore 16:00 | Jyväskylä Jaguars                                | 0 – 26 (6-0 8-6 0-0 0-0) referto | Oulu Northern Lights | Palokan urheilukeskus (30 spett.)\| Arbitri: \| Y. Rajakangas J. Forsberg S. Lamminsalo Seppelin \| |
| Arbitri:                            | Y. Rajakangas J. Forsberg S. Lamminsalo Seppelin |                                  |                      | |

#### 3ª giornata
| Turku 4 luglio 2015, ore 12:00 | Sankt Petersburg Valkyries | 6 – 38 | Turku Trojans | Parkin kenttä |

| Oulu 4 luglio 2015, ore 14:00 | Oulu Northern Lights                    | 83 – 0 (19-0 18-0 22-0 24-0) referto | Tampere Saints | Heinäpään urheilukeskus (67 spett.)\| Arbitri: \| Immonen Y. Rajakangas Vierikko Julkunen \| |
| Arbitri:                      | Immonen Y. Rajakangas Vierikko Julkunen |                                      |                |                                                                                              |

| Seinäjoki 5 luglio 2015, ore 12:00 | Seinäjoki Crocodiles | 24 – 6 | Jyväskylä Jaguars | Jouppilanvuoren tekonurmi |

| Helsinki 5 luglio 2015, ore 15:00 | Helsinki Roosters | 14 – 20 | Helsinki Lady Demons | Velodromo di Helsinki |

#### 4ª giornata
| Turku 12 luglio 2015, ore 12:00 | Turku Trojans | 36 – 0 | Jyväskylä Jaguars | Turun Urheilupuiston yläkenttä |

| Seinäjoki 12 luglio 2015, ore 12:00 | Sankt Petersburg Valkyries | 6 – 24 | Seinäjoki Crocodiles | Jouppilanvuoren tekonurmi |

| Helsinki 12 luglio 2015, ore 14:00 | Helsinki Lady Demons | 74 – 20 | Oulu Northern Lights | Velodromo di Helsinki |

| Tampere 12 luglio 2015, ore 16:00 | Tampere Saints                                       | 0 – 77 (0-38 0-6 0-20 0-13) referto | Helsinki Roosters | Pyynikin urheilukenttä (100 spett.)\| Arbitri: \| M. Enonkoski K. Lahtinen H. Toijala Jalanne Parkkali \| |
| Arbitri:                          | M. Enonkoski K. Lahtinen H. Toijala Jalanne Parkkali |                                     |                   | |

#### 5ª giornata
| Oulu 18 luglio 2015, ore 11:00 | Oulu Northern Lights                      | 12 – 0 (0-0 6-0 6-0 0-0) referto | Helsinki Roosters | Heinäpään urheilukeskus (96 spett.)\| Arbitri: \| Immonen Vierikko Tikka Forsberg Heikkinen \| |
| Arbitri:                       | Immonen Vierikko Tikka Forsberg Heikkinen |                                  |                   |                                                                                                |

| Seinäjoki 19 luglio 2015, ore 12:00 | Seinäjoki Crocodiles | 7 – 42 (0-20 7-8 0-6 0-8) referto | Turku Trojans | Jouppilanvuoren tekonurmi\| Arbitro: \| J. Mustikkamaa \| |
| Arbitro:                            | J. Mustikkamaa       |                                   |               |                                                           |

| Jyväskylä 19 luglio 2015, ore 16:00 | Jyväskylä Jaguars | 20 – 16 | Sankt Petersburg Valkyries | Palokan urheilukeskus |

| Tampere 19 luglio 2015, ore 16:00 | Tampere Saints                                           | 6 – 94 (0-24 6-28 0-14 0-28) referto | Helsinki Lady Demons | Pyynikin urheilukenttä (100 spett.)\| Arbitri: \| M. Enonkoski H. Toijala A. Viinnikkala R.V.Suojanen Sipi \| |
| Arbitri:                          | M. Enonkoski H. Toijala A. Viinnikkala R.V.Suojanen Sipi |                                      |                      | |

#### 6ª giornata
| Helsinki 22 agosto 2015, ore 12:00 | Helsinki Lady Demons | 40 – 0 | Turku Trojans | Velodromo di Helsinki |

| Oulu 22 agosto 2015, ore 15:00 | Oulu Northern Lights                         | 52 – 0 (8-0 19-0 7-0 18-0) referto | Seinäjoki Crocodiles | Castrenin urheilukeskus (84 spett.)\| Arbitri: \| Y. Rajakangas Heikkinen Vierikko Tikka Karsi \| |
| Arbitri:                       | Y. Rajakangas Heikkinen Vierikko Tikka Karsi |                                    |                      |                                                                                                   |

| Jyväskylä 22 agosto 2015, ore 16:00 | Jyväskylä Jaguars | 26 – 12 | Tampere Saints | Viitaniemen liikuntapuisto |

| Helsinki 22 agosto 2015, ore 16:00 | Helsinki Roosters | 46 – 0 | Sankt Petersburg Valkyries | Velodromo di Helsinki |

#### 7ª giornata
| Helsinki 29 agosto 2015, ore 13:30 | Helsinki Lady Demons | 48 – 0 | Seinäjoki Crocodiles | Velodromo di Helsinki |

| Jyväskylä 29 agosto 2015, ore 14:00 | Jyväskylä Jaguars | 6 – 60 | Helsinki Roosters | Palokan urheilukeskus |

| Oulu 29 agosto 2015, ore 15:00 | Oulu Northern Lights                             | 0 – 90 (0-28 0-6 0-26 0-30) referto | Sankt Petersburg Valkyries | Castrenin urheilukeskus (64 spett.)\| Arbitri: \| Immonen Y. Rajakangas Vierikko Julkunen Forsberg \| |
| Arbitri:                       | Immonen Y. Rajakangas Vierikko Julkunen Forsberg |                                     |                            | |

| Turku 30 agosto 2015, ore 16:00 | Turku Trojans | 90 – 6 | Tampere Saints | Turun Urheilupuiston yläkenttä |

### Classifica
La classifica della regular season è la seguente:
- PCT = percentuale di vittorie, G = partite giocate, V = partite vinte,  P = partite perse, PF = punti fatti, PS = punti subiti

| Pos. | Squadra                    | PCT   | G | V | N | P | PF  | PS  |
| ---- | -------------------------- | ----- | - | - | - | - | --- | --- |
| 1    | Helsinki Lady Demons       | 1.000 | 7 | 7 | 0 | 0 | 430 | 52  |
| 2    | Helsinki Roosters          | .714  | 7 | 5 | 0 | 2 | 265 | 38  |
| 3    | Oulu Northern Lights       | .714  | 7 | 5 | 0 | 2 | 289 | 82  |
| 4    | Turku Trojans              | .714  | 7 | 5 | 0 | 2 | 214 | 95  |
| 5    | Seinäjoki Crocodiles       | .429  | 7 | 3 | 0 | 4 | 129 | 192 |
| 6    | Jyväskylä Jaguars          | .286  | 7 | 2 | 0 | 5 | 58  | 234 |
| 7    | Sankt Petersburg Valkyries | .143  | 7 | 1 | 0 | 6 | 64  | 314 |
| 8    | Tampere Saints             | .000  | 7 | 0 | 0 | 7 | 26  | 468 |

## Playoff

### Tabellone
|  | Semifinali | Semifinali           | Semifinali |                   |   | XVIII Finale         | XVIII Finale | XVIII Finale |  |
|  |            |                      |            |                   |   |                      |              |              |  |
|  | 1          | Helsinki Lady Demons | 34         |                   |   |                      |              |              |  |
|  | 1          | Helsinki Lady Demons | 34         |                   |   |                      |              |              |  |
|  | 4          | Turku Trojans        | 12         |                   |   |                      |              |              |  |
|  | 4          | Turku Trojans        | 12         |                   | 1 | Helsinki Lady Demons | 46           |              |  |
|  |            |                      |            |                   | 1 | Helsinki Lady Demons | 46           |              |  |
|  |            |                      | 2          | Helsinki Roosters | 8 |                      |              |              |  |
|  | 2          | Helsinki Roosters    | 2          | Helsinki Roosters | 8 | 44                   |              |              |  |
|  | 2          | Helsinki Roosters    |            |                   |   |                      |              |              |  |
|  | 3          | Oulu Northern Lights | 7          |                   |   |                      |              |              |  |

### Semifinali
| Helsinki 5 settembre 2015, ore 13:00 | Helsinki Lady Demons | 34 – 12 | Turku Trojans | Brahen kenttä |

| Helsinki 5 settembre 2015, ore 15:00 | Helsinki Roosters | 44 – 7 | Oulu Northern Lights | Velodromo di Helsinki |

### XVI Finale
| Vantaa 19 settembre 2015, ore 18:30 | Helsinki Lady Demons                           | 46 – 8 (16-0 14-8 8-0 8-0) referto | Helsinki Roosters | Myyrmäen jalkapallostadion (312 spett.)\| Arbitri: \| Kalliokoski K. Lahtinen Lehtinen Sipi J. Bruun \| |
| Arbitri:                            | Kalliokoski K. Lahtinen Lehtinen Sipi J. Bruun |                                    |                   | |

## Verdetti
- Helsinki Lady Demons Campionesse della Finlandia 2015